# Antonaves
Antonaves foi uma comuna francesa na região administrativa da Provença-Alpes-Costa Azul, no departamento de Altos-Alpes. Estendia-se por uma área de 8,03 km². Em 2010 a comuna tinha 179 habitantes (densidade: 22,3 hab./km²).
Em 1 de janeiro de 2016, passou a formar parte da nova comuna de Val Buëch-Méouge.